# Zach Hemming
Zach Hemming, all'anagrafe Zachary Hemming (Bishop Auckland, 7 marzo 2000) è un calciatore inglese, portiere del Chesterfield.

## Carriera
Dopo varie stagioni nelle giovanili del Middlesbrough trascorre la stagione 2018-2019 giocando in prestito prima al Darlington nella sesta divisione inglese e poi all'Hartlepool Utd in quinta divisione; trascorre poi la stagione 2019-2020 in seconda divisione al Middlesbrough, senza però giocare nessuna partita ufficiale con la prima squadra. Successivamente nella stagione 2020-2021 gioca in prestito nuovamente in sesta divisione, ai Blyth Spartans.
Dal 2021 al 2023 è in prestito al Kilmarnock, con cui prima vince la seconda divisione scozzese e poi trascorre una stagione in prima divisione; nella stagione 2023-2024 passa invece in prestito al St. Mirren, altro club della prima divisione scozzese, di cui diventa il portiere titolare.

## Palmarès

### Club

#### Competizioni nazionali
- Scottish Championship: 1

Kilmarnock: 2021-2022